# Wielbłądzi Korpus Somalilandu
Wielbłądzi Korpus Somalilandu (ang. Somaliland Camel Corps) – brytyjska kolonialna formacja zbrojna istniejąca na obszarze Somali Brytyjskiego w pierwszej połowie XX wieku.

## Historia
Utworzenie Wielbłądziego Korpusu Somalilandu związane było z walkami Brytyjczyków z tubylczymi powstańcami kierowanymi przez mułłę Mohammada Abdullaha Hassana na obszarze ich kolonii Somalilandu. W czerwcu 1912 roku powstał Camel Corps, liczący 150 ludzi który składał się z tubylców z brytyjską kadrą oficerską i podoficerską. Krótko przed wybuchem I wojny światowej Brytyjczycy zreorganizowali swoje siły policyjno-wojskowe w Somalilandzie. Camel Corps został przekształcony w Somaliland Camel Corps. W jego skład wszedł też 150-osobowy oddział miejscowych Hindusów jako rezerwa. Korpus został podzielony na dwie kompanie wielbłądzie i jedną kompanię konną. W skład korpusu oficerskiego i podoficerskiego weszło 80 Brytyjczyków z oddziałów hinduskich i armii brytyjskiej. Formacja okazała się być o wiele bardziej efektywna od dotychczasowych w walce z powstańcami, stosującymi taktykę „uderz i wycofaj się”. W trakcie kampanii Korpus rozrósł się do wielkości około 700 żołnierzy. Jego osiągnięciem było przejście 150 mil w 72 godziny. W 1920 zakończyła się kampania przeciw powstańcom mułły Hassana. W 1923 brytyjskie władze kolonialne przydzieliły Korpus do King’s African Rifles. W okresie międzywojennym liczebność Korpusu została nieco zredukowana. Składał się wówczas z kompanii wielbłądziej i kompanii konnej. Na jego czele stanął pułkownik Arthur Reginald Chater z Royal Marines. W związku ze zbliżającą się wojną Korpus ponownie został rozbudowany. We wrześniu 1939 składał się z:
- dowództwa i kompanii sztabowej (miejscowość Laferug),
- Wielbłądziej Kompanii „A” (Hargejsa),
- Pieszej Kompanii „B” (Tug Argan),
- Pieszej Kompanii „C” (Burco),
- Pieszej Kompanii „D” (Tug Argan, dwa plutony w Shiikh).

Marszałek polny Archibald Wavell, głównodowodzący wojskami brytyjskimi na Środkowym Wschodzie, podjął przygotowania do poprawienia obrony Somalilandu. W ich rezultacie na początku 1940 roku Korpus został częściowo zmechanizowany. 3 sierpnia tego roku wojska włoskie w ramach kampanii wschodnioafrykańskiej zaatakowały Somali Brytyjskie. Jego siły obronne składały się z Wielbłądziego Korpusu Somalilandu (ponad 1400 ludzi, w tym batalion z północnorodezyjskiego pułku) oraz pięciu batalionów brytyjskich, indyjskich i afrykańskich. Korpus początkowo atakował oddziały włoskie wzdłuż granicy, ale zmuszony był zająć pozycje obronne. Podczas tych walk kapitan Eric Charles Twelves Wilson z Korpusu otrzymał Krzyż Wiktorii za wyjątkową odwagę (był to jeden z jedynie kilku tych odznaczeń przyznanych w trakcie całej kampanii). Ze względu na przewagę Włochów wojska brytyjskie wycofały się z terytorium Somali Brytyjskiego, który 19 sierpnia został całkowicie zajęty przez agresorów. Jednocześnie został rozwiązany Wielbłądzi Korpus Somalilandu.
Po odbiciu Somali Brytyjskiego przez aliantów w marcu 1941 roku, Korpus został odtworzony. Przez kilka następnych miesięcy oczyszczał terytorium kolonii z ostatnich włoskich oddziałów i walczył z miejscowymi bandytami. W 1942 roku brytyjskie władze kolonialne przekształciły go w pułk samochodów pancernych. Planowały wysłanie go do Birmy do walk z Japończykami. W poszczególnych pododdziałach zaczęły wybuchać jednak bunty, w rezultacie czego Brytyjczycy w 1944 roku ostatecznie rozwiązali formację.